# Trichopsomyia boliviensis
Trichopsomyia boliviensis är en tvåvingeart som först beskrevs av Shannon 1927.  Trichopsomyia boliviensis ingår i släktet gallblomflugor, och familjen blomflugor.
Artens utbredningsområde är Bolivia. Inga underarter finns listade i Catalogue of Life.